# 1912年ストックホルムオリンピックのノルウェー選手団
1912年ストックホルムオリンピックのノルウェー選手団（1912ねんストックホルムオリンピックのノルウェーせんしゅだん）は、1912年5月5日から7月27日にかけてスウェーデンの首都ストックホルムで開催された1912年ストックホルムオリンピックのノルウェー選手団、およびその競技結果。

## 概要
今大会は金メダル3個、銀メダル2個、銅メダル5個の合計10個のメダルを獲得した。

## メダル
| メダル | 選手名                 | 競技   | 種目               |
| ------ | ---------------------- | ------ | ------------------ |
| 銀     | フェルディナンド・ビー | 陸上   | 男子5種競技        |
| 銅     | モーラ・ビュルステット | テニス | 女子シングルス屋外 |